# Jani Golob
Jani Golob (født 18 Januar 1948 i Ljubljana, Slovenien) er en slovensk komponist, violinist, professor og arrangør.
Golob studerede komposition og violin på Musikkonservatoriet i Ljubljana (1971-1977). Han har skrevet orkesterværker, koncertmusik, kammermusik, 3 operaer, sange, filmmusik, tvmusik, og popmusik etc. Han var professor i komposition på Akademiet for Teater, Radio, Film og TV i Ljubljana (1998-2000), og herefter på Musikkonservatoriet i Ljubljana. Han skriver i en stil mellem klassisk musik og pop musik. Han er fader til komponisten Rok Golob.

## Udvalgte værker
- Koncert (1977) - for stort orkester
- Violinkoncert (1998) - for violin og orkester
- Rahmaninovu hyldest (1993) - for orkester
- Håb (1999) - for orkester
- Nattesang (1977) - for strygeorkester
- Fire slovenske folkesange (2005) - for orkester